# Molophilus (Diplomolophilus) yumbera
Molophilus (Diplomolophilus) yumbera is een tweevleugelige uit de familie steltmuggen (Limoniidae). De soort komt voor in het Australaziatisch gebied.